# Isabelle Pasco
Pour les articles homonymes, voir Pasco.
Isabelle Pasco, née Isabelle Bedrignan le 25 avril 1966 à Perpignan,, est une actrice française.

## Biographie
Isabelle Pasco commence sa carrière comme mannequin et pose pour les plus grands photographes de l'époque : Paolo Roversi, Peter Lindberg, David Lachapelle, Helmut Newton, Lord Snodown, Bettina Rheims[réf. nécessaire]. Originaire du Sud de la France, elle se partage entre le lieu de son enfance et Paris.
Elle est choisie après casting pour le rôle de Sissi dans le Hors-la-loi de Robin Davis. Elle s'installe alors définitivement à Paris et enchaîne les rôles. Jean-Jacques Beineix lui donne son plus grand rôle dans Roselyne et les Lions. Pour ce film, elle s'entraîne, avant le tournage, pendant neuf mois, dans la cage des fauves.
Sa carrière cinématographique devient internationale : elle tourne outre-Atlantique en anglais avec Michael Radford (Dancing at the Blue Iguana), Adam Brook (Invisible Circus), Peter Greenaway (Prospero's books) ; au Canada avec Pierre Gang (Sous-sol) : en Italie, où elle joue en italien, avec Luciano Manuzi (Sabato Italiano), Lucianno Emmer (Une longue, longue, longue nuit d'amour), Alberto Simone (Coup de Lune).
Elle a joué aussi au théâtre, en 2013, dans Orange mécanique au Cirque d'Hiver de Paris.
Elle a été mariée à l'acteur Tchéky Karyo.

## Filmographie

### Cinéma
- 1984 : Ave Maria de Jacques Richard : Ursula
- 1985 : Hors-la-loi de Robin Davis : Sissi
- 1986 : Sauve-toi, Lola de Michel Drach : Marielle
- 1986 : Le Mal d'aimer (La Coda del diavolo) de Giorgio Treves : Marte-Blanche
- 1988 : Qualcuno in ascolto de Faliero Rosati : Anna Sweder
- 1989 : Roselyne et les Lions de Jean-Jacques Beineix : Roselyne
- 1991 : Prospero's Books de Peter Greenaway : Miranda
- 1992 : À quoi tu penses-tu ? de Didier Kaminka : Karine
- 1992 : Céline de Jean-Claude Brisseau : Céline Giraud
- 1992 : Undine d'Eckhart Schmidt : Undine
- 1992 : Sabato italiano de Luciano Manuzzi, segment 1 : Danielle
- 1995 : Coup de lune (Colpo di luna) d'Alberto Simone : Luisa
- 1996 : Dentro il cuore de Meme Perlini
- 1996 : Sous-sol de Roger Frappier : Françoise
- 1996 : Festival de Pupi Avati : Alexandra
- 1997 : Les Couleurs du diable d'Alain Jessua : Valérie
- 2000 : Dancing at the Blue Iguana de Michael Radford : la cliente
- 2001 : Vérité apparente (The Invisible Circus) d'Adam Brooks : Claire
- 2001 : Une longue, longue, longue nuit d'amour (Una Lunga lunga lunga notte d'amore) de Luciano Emmer : Elena Rosa Guidotti
- 2002 : Ali G de Mark Mylod : Suzy
- 2003 : Clandestino de Paule Muxel : Marie
- 2006 : Intimità (court métrage) de Matteo Minetto : Alice
- 2011 : Illegal Love de Julie Gali : voix
- 2012 : 7:05 de Mohammad Mehdi Asgarpour : Annet
- 2015 : Quand le jour se lève (court métrage) d'Espérance Pham Thái Lan : Clara
- 2017 : Chacun sa vie de Claude Lelouch : la compagne du policier
- 2017 : A nous trois (court métrage) de Sonia Leval

### Télévision
- 1988 : Les Indifférents (Gli indifferenti) (série télévisée) de Mauro Bolognini
- 1993 : La Famiglia Ricordi (série télévisée) de Mauro Bolognini
- 1993 : Rhésus Roméo (téléfilm) de Philippe Le Guay : Joëlle
- 1993 : Charlemagne, le prince à cheval (mini-série télévisée) de Clive Donner : Hildegarde
- 1993 : Les Audacieux (téléfilm) d'Armand Mastroianni : Alice Villion
- 1994 : Les Mercredis de la vie (série télévisée), épisode Le Droit à l'oubli de Gérard Vergez
- 1998 : La Course de l'escargot (téléfilm) de Jérôme Boivin : Margot
- 1999 : Nouvelle vie, nouvelle donne (In punta di cuore) (téléfilm) de Francesco Massaro : Charlotte
- 2003 : Drôle de genre (téléfilm) de Jean-Michel Carré : Axelle Bazin

## Théâtre
- 1994 : Sud, de Julien Green, mise en scène de Pascal Luneau
- 2002-2003 : Dom Juan de Molière, mise en scène de Jean Martinez
- 2006 : Orange mécanique d'Anthony Burgess, mise en scène de Thierry Harcourt